# キラッとスタート
「キラッとスタート」は、Run Girls, Run!の2枚目のシングル。2018年5月2日にDIVE II entertainmentから発売された。規格品番はCD+DVD盤がEYCA-11865/B、CD盤がEYCA-11866。

## 概要
プリティーシリーズの第3弾として2018年4月からスタートしたアーケードゲーム、および、テレビアニメである『キラッとプリ☆チャン』のメインキャストとしてRun Girls, Run!のメンバーである林鼓子が主人公の桃山みらい、厚木那奈美が青葉りんか、そして森嶋優花が紫藤めるとして抜擢された。そのテレビアニメの第1・第2クールのオープニング主題歌、および、アーケードゲームの収録曲として作られたのがRun Girls, Run!が歌う本シングルの表題曲の『キラッとスタート』である。

## 解説

### キラッとスタート
表題曲『キラッとスタート』は『キラッとプリ☆チャン』のテレビアニメの第1シーズン前半のオープニング主題歌、および、アーケードゲームの収録曲である。
2018年1月24日、プリティーシリーズの新展開についての記者会見が開催され、同年4月からの『キラッとプリ☆チャン』の放送とアーケードゲームの稼働開始が発表された。記者会見では林鼓子と厚木那奈美のメインキャストへの起用と、オープニング主題歌をRun Girls, Run!を担当することが公開された。森嶋優花もアニメ本編への出演の含みをもたせる発表となっていた。
『キラッとプリ☆チャン』主題歌の曲名が『キラッとスタート』であることと、発売日が2018年5月2日であることは2018年2月27日に発表された。
ライブでの初披露は、2018年3月24日にAnimeJapan 2018のavex picturesブースで開催された「Run Girls, Run! 位置について、よーい! AnimeJapan! ステージ」である。この時の開演前のステージ裏では緊張や怯えからか涙を流していたと本人たちは述べている。AnimeJapan 2018ではこのステージに先立って「『キラッとプリ☆チャン』放送直前ステージやってみた!!」というイベントもあり、こちらでは作品紹介とメインキャストによるトークが行われている。
楽曲『キラッとスタート』は動画サイトや自分発信、ライブという『キラッとプリ☆チャン』のテーマを表現しているが、オーディションに挑戦してデビューしてきたRun Girls, Run!自身も自分の境遇や心情を重ね合わせている。
本楽曲にはアニメ、および、ゲームのメインキャスト6人によるユニットMiracle StArが歌唱するバージョンも存在し、テレビアニメの第1シーズンのクライマックスである第50話で挿入歌として使用された。また、アーケードゲームにもRun Girls, Run!バージョンと共に収録されている。
テレビアニメ最終話となる第153話（第3シーズン第51話）でも本編最後のライブシーンでMiracle StArによるバージョンが再度使用された。

#### ミュージックビデオ
前シングルの表題曲同様、『キラッとスタート』にもミュージックビデオが存在する。フルバージョンがCD+DVD盤のパッケージや各音楽配信サービス、動画配信サイトにて提供されている。YouTubeでも当初はショートバージョンが無料で、フルバージョンがYouTube Premiumで公開されていたが、その後、フルバージョンも無料公開となった。
キラッとスタートのミュージックビデオは早朝から東京の原宿で撮影された。ダンスパートの合間の映像では街を3人がめぐり、そこで撮影した写真や動画をInstagramを模したソーシャルメディアで公開するという流れで、『キラッとプリ☆チャン』という作品に沿ったものになっている。
本シングルのCD+DVD盤にはDVD-Videoに標準画質での収録となっているが、2020年5月20日に発売されたアルバム『Run Girls, World!』のCD+Blu-ray盤にはBDMVのハイビジョン画質で収録されている。

### プリマ☆ドンナ?メモリアル!
『プリマ☆ドンナ?メモリアル!』は2018年5月5日に公開された劇場用アニメ『プリパラ&キラッとプリ☆チャン 〜きらきらメモリアルライブ〜』の主題歌である。このアニメ映画作品はプリティーシリーズから『キラッとプリ☆チャン』へとつながる内容となっているが、その主題歌である『プリマ☆ドンナ?メモリアル!』もまた歌詞や曲が過去のプリティーシリーズの作品名や登場キャラクター、楽曲をオマージュしたものとなっていて、シリーズ全体の集大成的な位置づけになっている。
ライブでの初披露は2018年9月9日の『プリパラ&キラッとプリ☆チャンAUTUMN LIVE TOUR み～んなでアイドルやってみた!』の大阪公演である。この振り付けにも楽曲同様、プリティーシリーズの要素が含まれている。

## プロモーション
2018年4月には池袋のサンシャインシティの噴水広場で発売記念のミニライブとRun Girls, Run!初の握手会を開催した。また、リリースイベントは名古屋、東京、大阪の3都市で開催し、1都市につき1会場ではミニライブも行った。
2018年5月にはAKIHABARAゲーマーズ本店にて名刺お渡し会も開催した。

## シングル収録内容
| #         | タイトル                                    | 作詞      | 作曲                           | 編曲                           | 時間  |
| --------- | ------------------------------------------- | --------- | ------------------------------ | ------------------------------ | ----- |
| 1.        | 「キラッとスタート」                        | 古屋真    | オオヤギヒロオ                 | 陶山隼                         | 4:30  |
| 2.        | 「プリマ☆ドンナ?メモリアル!」               | 松井洋平  | 桑原聖、酒井拓也 (Arte Refact) | 桑原聖、酒井拓也 (Arte Refact) | 4:08  |
| 3.        | 「キラッとスタート」(Instrumental)          |           |                                |                                | 4:29  |
| 4.        | 「プリマ☆ドンナ?メモリアル!」(Instrumental) |           |                                |                                | 4:06  |
| 合計時間: | 合計時間:                                   | 合計時間: | 合計時間:                      | 合計時間:                      | 17:13 |

| #         | タイトル                          | 作詞 | 作曲・編曲 | 時間 |
| --------- | --------------------------------- | ---- | ---------- | ---- |
| 1.        | 「キラッとスタート」(Music Video) |      |            | 4:41 |
| 合計時間: | 合計時間:                         | 4:41 |            |      |

## スタッフ・クレジット

### 「キラッとスタート」
- 新銅“V”康晃 – ミキシング
- 五味涼太 – レコーディング
- 田中雄司 – レコーディング
- 佐藤宏次(SCOOP Music) – ミュージック・ディレクター

- オオヤギヒロオ – ギター
- 二家本亮介 – ベース
- 陶山隼 – 他楽器、プログラミング

ミュージックビデオ
- 田代誠次郎(GiftBank LLC) – ディレクター
- 中山裕太 – 撮影
- 木村洸太(ADC) – 撮影助手
- 平井達也(OFFICE DOING) – 照明ディレクター
- 田島慎(OFFICE DOING) – 照明助手
- 山本晃生(OFFICE DOING) – 照明助手
- 金子祐希(OFFICE DOING) – 照明助手

- 原田幸枝 – 衣装
- 三反理沙子(B★side) – ヘアメイク
- 高原優子(B★side) – ヘアメイク
- 塚本貴之(D.&A.MUSIC) – 編集
- 子田一幾(avex entertainment Inc.) – プロデューサー

- Urth Caffé 表参道、coisof、プリクラランドNOA、MOSHI MOSHI BOX、原宿観光案内所 – 撮影協力

### 「プリマ☆ドンナ?メモリアル!」
- 佐々木正明 – ギター
- 高橋和葉 – バイオリン、ビオラ
- 吉澤達彦 – トランペット
- 酒井拓也(Arte Refact) – 他楽器、プログラミング

- 菊池司(Arte Refact) – レコーディング、ミキシング
- 真崎エリカ – ボーカルディレクション
- 桑原聖(Arte Refact) – ボーカルディレクション、サウンド・プロデュース

### 共通
- 小柳令奈 – マスタリング

## 他収録CD
キラッとスタート
- キラッとプリ☆チャン♪ミュージックコレクション（2019年）TV size版を収録。DX版にはTVアニメ『キラッとプリ☆チャン』でのノンテロップオープニング映像も収録
- Run Girls, World!（2020年）CD+Blu-ray盤にはミュージック・ビデオも収録

## カバー
キラッとスタート
- Miracle StAr - テレビアニメ『キラッとプリ☆チャン』50話・153話で、また、アミューズメントゲーム『キラッとプリ☆チャン』で使用。『キラッとプリ☆チャン♪ミュージックコレクション』（2019年9月11日発売）に収録。
- MIYUMI - 日本コロムビア版カバー音源。『2018 はっぴょう会（3） おしゃれなうさこちゃん』（2018年7月25日発売）、『コロムビアキッズ ゴー・ゴー!ドライブ キッズヒットチャンネル』（2018年8月22日発売）、『コロムビアキッズ 豪華てんこ盛り お子様ソング』（2018年11月21日発売） 収録

プリマ☆ドンナ？メモリアル！
- 春音あいら（阿澄佳奈）、上葉みあ（大久保瑠美）、彩瀬なる（加藤英美里）、真中らぁら（茜屋日海夏）、夢川ゆい（伊達朱里紗）、桃山みらい（林鼓子） - プリティーシリーズ6作品の歴代の主人公によるカバー。プリティーシリーズ10周年として、テレビアニメ『キラッとプリ☆チャン』118話において披露されたスペシャルCGライブで使用。オリジナルでもRun Girls, Run!のメンバーとして歌っている林鼓子も桃山みらいのキャストとして参加している。

### ユニットメンバー
1. 1 2  桃山みらい（林鼓子）、萌黄えも（久保田未夢）、青葉りんか（厚木那奈美）、赤城あんな（芹澤優）、緑川さら（若井友希）、紫藤める（森嶋優花）